# Chorins kloster
Chorins kloster, tyska: Kloster Chorin, är ett tidigare cistercienskloster, beläget vid sjön Amtssee i Chorin, sex kilometer norr om staden Eberswalde i Brandenburg, Tyskland. Det grundades 1258 av de samregerande markgrevarna Johan I och Otto III av Brandenburg och klosterkyrkan blev begravningskyrka för Johan I:s ättlingar av huset Askanien. Klostret sekulariserades 1542 i samband med reformationen i Brandenburg och förföll under följande århundraden fram till 1800-talet. Under romantikens vurm för historiska ruiner återupptäcktes klostret som turistmål. Kronprins Fredrik Vilhelm engagerade sig i sina föregångares begravningskyrka och arkitekten Karl Friedrich Schinkel gavs 1817 i uppdrag att restaurera byggnaderna, medan den omgivande parken utformades av Peter Joseph Lenné. Klosterbyggnaderna är idag byggnadsminne som ett framstående exempel på tegelgotikarkitekturen i norra Tyskland. Klostret har sedan 2017 en permanent utställning om klostrets och restaureringens historia, och här anordnas också regelbundet kulturarrangemang som konserter.
Till de mer kända historiska personligheter som begravts i klosterkyrkan hör markgreve Otto IV av Brandenburg, "Otto med pilen", samt markgreve Valdemar av Brandenburg. På kyrkogården vilar bland andra arkitekten Max Taut.